# 統稅
統稅首見於1904年。中國清朝政府連年戰爭，國庫空虛。為了充裕國庫特地新增的新型貨物稅，謂之統稅，該賦稅為課徵於特定貨品的貨物商品稅，因稅收方式視商品類型統一稅率徵收而得名。清朝結束後，中國長期內戰將近15年，北洋政府時期的中國各地統治者稅收方式不一，統稅制度並無全面施行。
1927年，完成北伐軍事行動，統一中國的中華民國國民政府成立之後，恢復延續其清朝此稅收政策。並設置「煤油特稅處」作為課徵機關。1929年5月9日，該機關定名為捲菸統稅處，隸屬於行政院財政部。該處將捲菸、麥粉、棉紗、火柴、水泥五種貨物做為主要貨物課徵對象，課徵稅率則從2.5%－80%不等。
1930年代之後，中國統稅制度雖改革多次，但其貨物稅概念仍持續執行。直至今天，中華民國統治的台灣仍有沿襲其制度，源其名的統一編號及統一發票的貨物稅制度。